# Ludwig Julius Fränkel
Pour les articles homonymes, voir Frankel.
Ludwig Julius Fränkel (né le 24 janvier 1868 à Leipzig et mort en 1925 à Ludwigshafen) est un professeur d'allemand et un historien de la littérature.

## Biographie
Fränkel étudie aux universités de Leipzig et de Berlin ainsi qu'en Angleterre et obtient son doctorat en philosophie en 1889. Il est l'auteur de la plupart des articles d'études littéraires de la 14e édition du Konversationslexikon de Brockhaus. En 1892, il devient secrétaire du Germanisches Nationalmuseum de Nuremberg. En 1893, il démissionne de ce poste pour devenir chargé de cours à l'Université technique de Stuttgart (1893-1895). À partir de 1903, il est chargé de cours à Munich.

## Travaux (sélection)
- Shakespeare und das Tagelied. Ein Beitrag zur vergleichenden Litteraturgeschichte der germanischen Völker. Hannover 1893.
- Adolf Ebert, der Literaturhistoriker. Zugleich ein Beitrag zur Geschichte der neueren Philologie. München 1906.
- Otto von Corvin, ein deutscher Freiheitskämpfer in Wort und Tat. Rudolstadt 1912, (OCLC 797288990).
- Maler Müllers Auferstehung. Berlin 1918, (OCLC 744582589).